# Warendorf
Warendorf (in basso tedesco Warnduorp) è una città di 37 146 abitanti della Renania Settentrionale-Vestfalia, in Germania.
Appartiene al distretto governativo (Regierungbezirk) di Münster, ed è capoluogo del circondario (Kreis) omonimo (targa WAF).
Warendorf si fregia del titolo di "Media città di circondario" (Mittlere Kreisangehörige Stadt).

## Galleria d'immagini

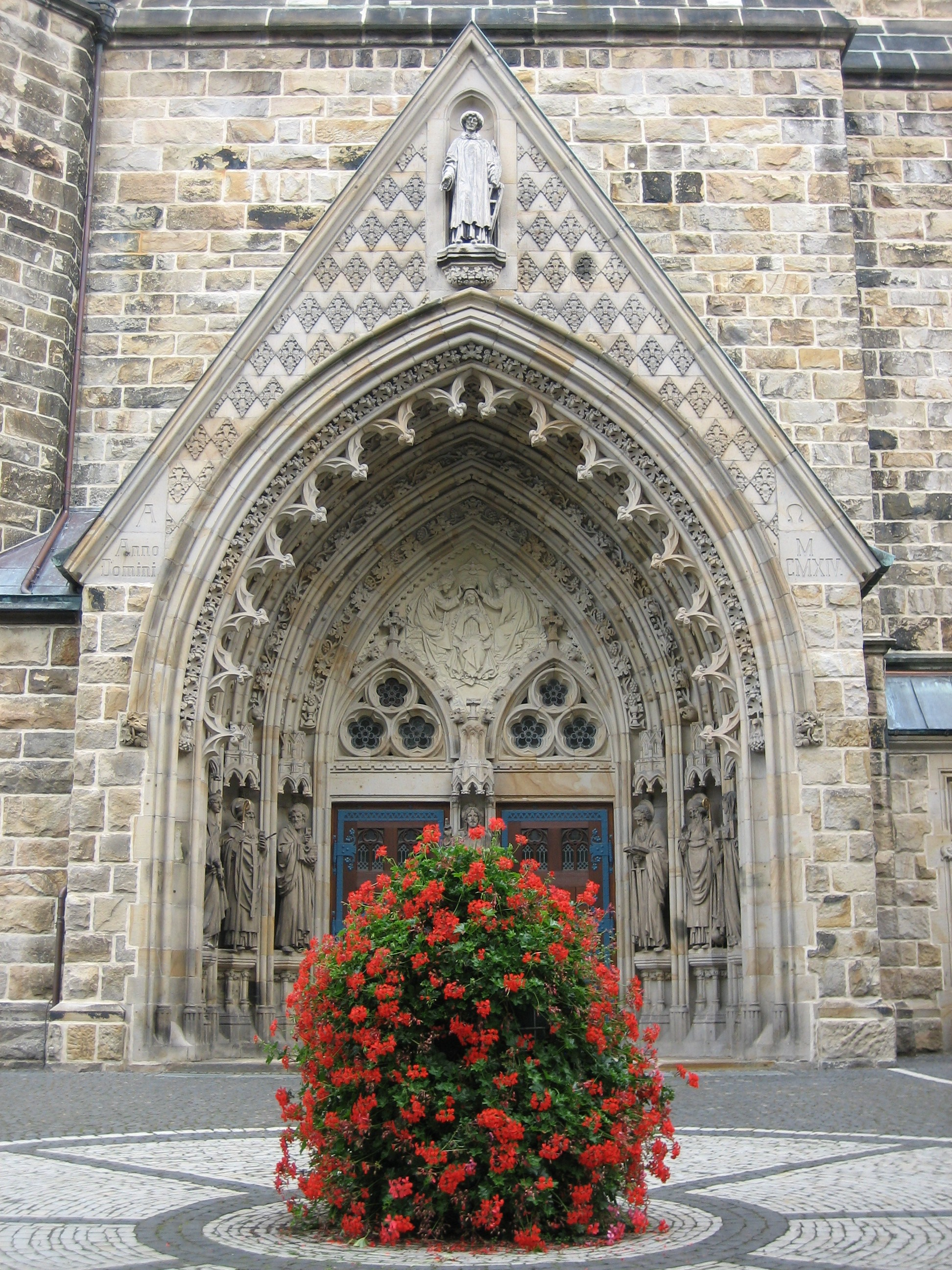
Cattedrale
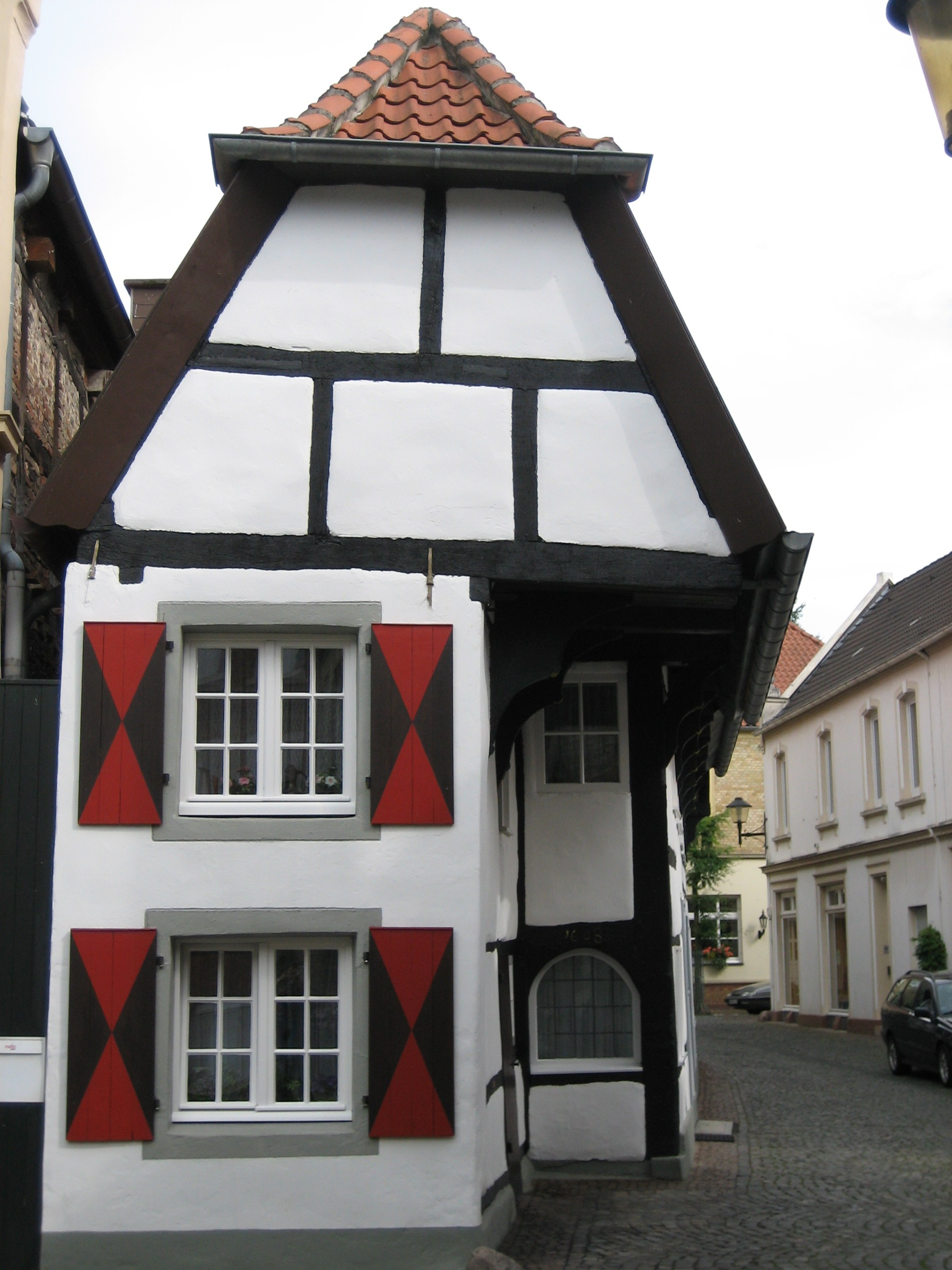
Una casa del 1608
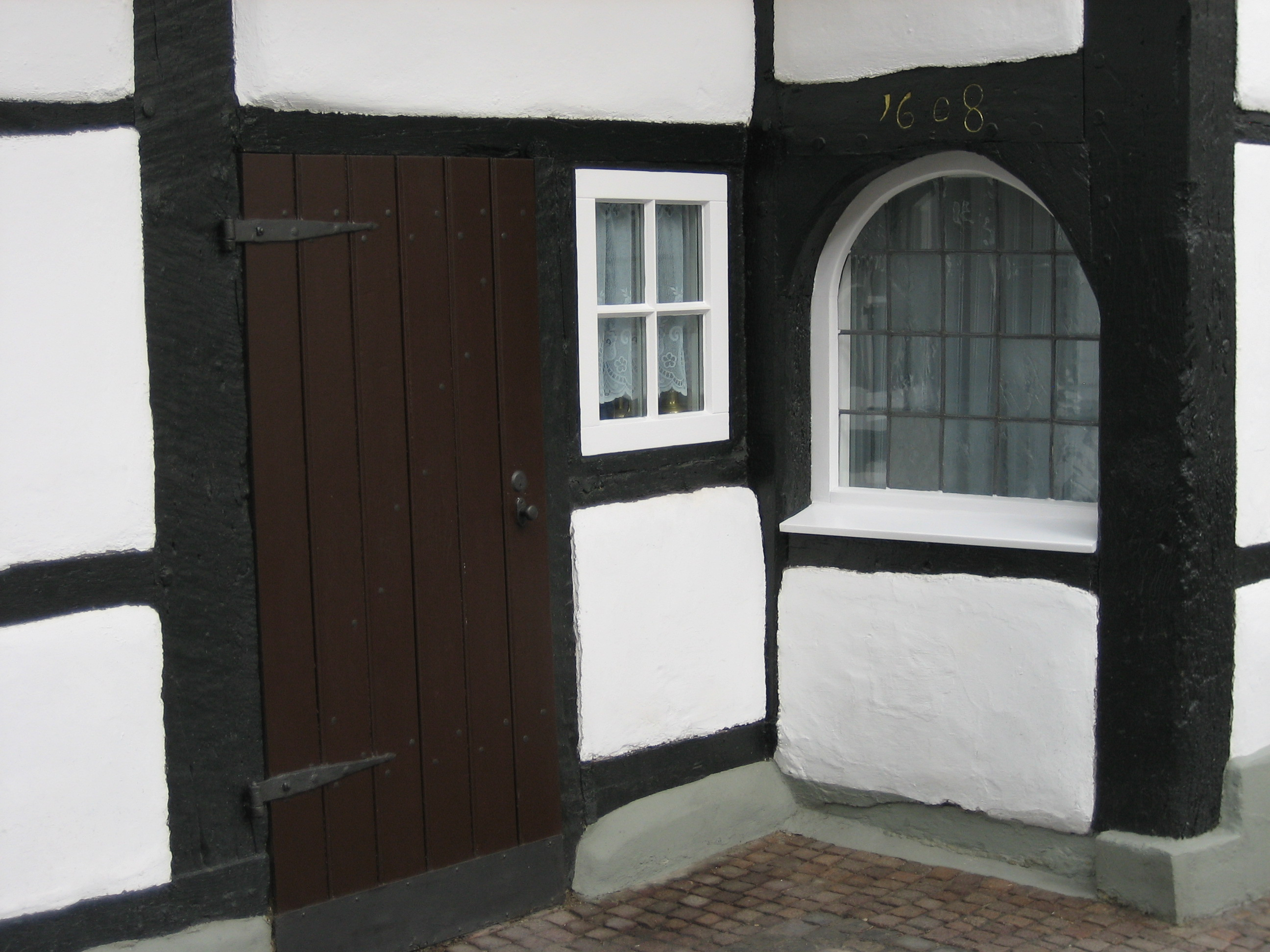
Ingresso di una tipica casa del 1608
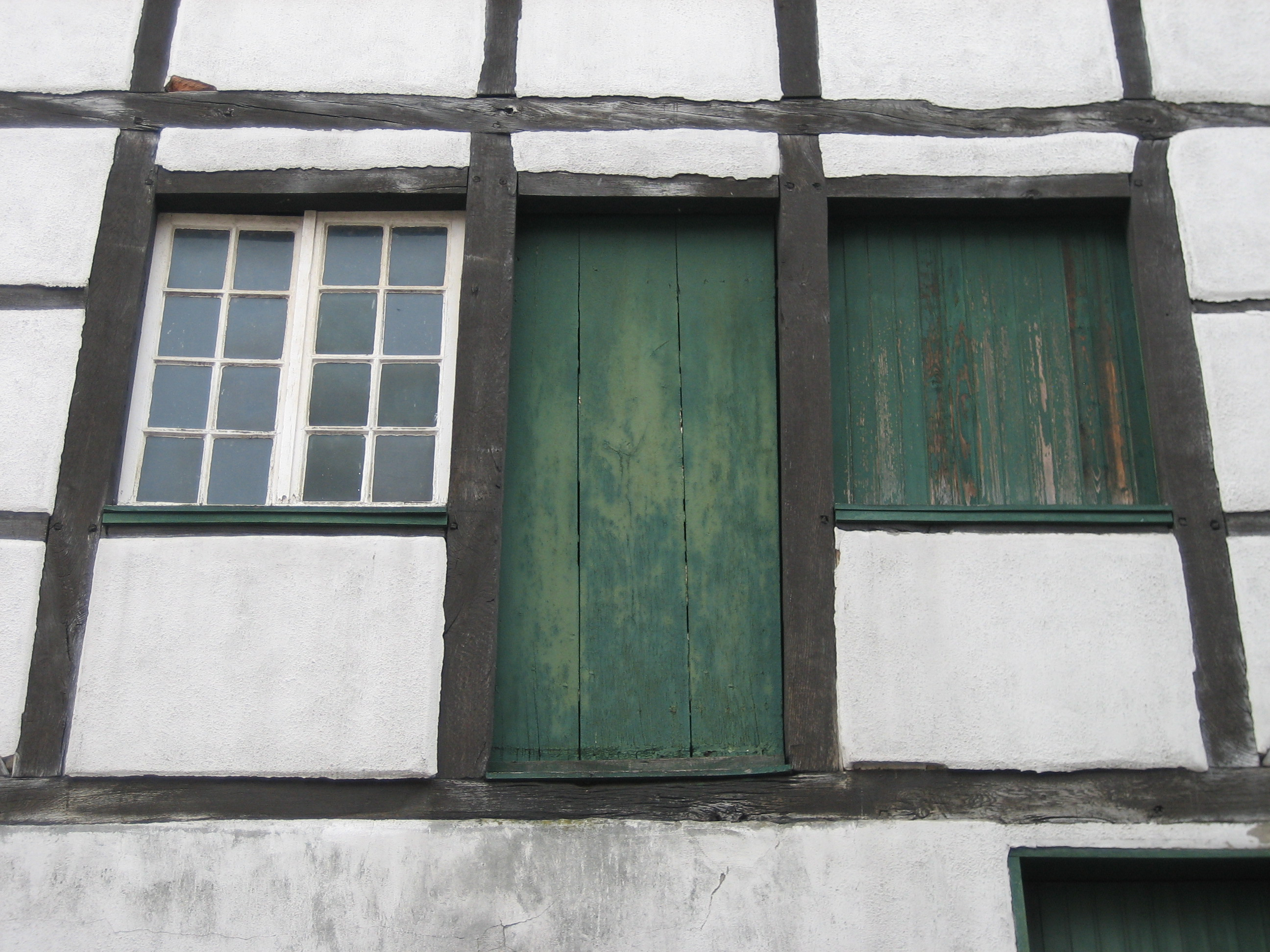
Casa antica di Warendorf
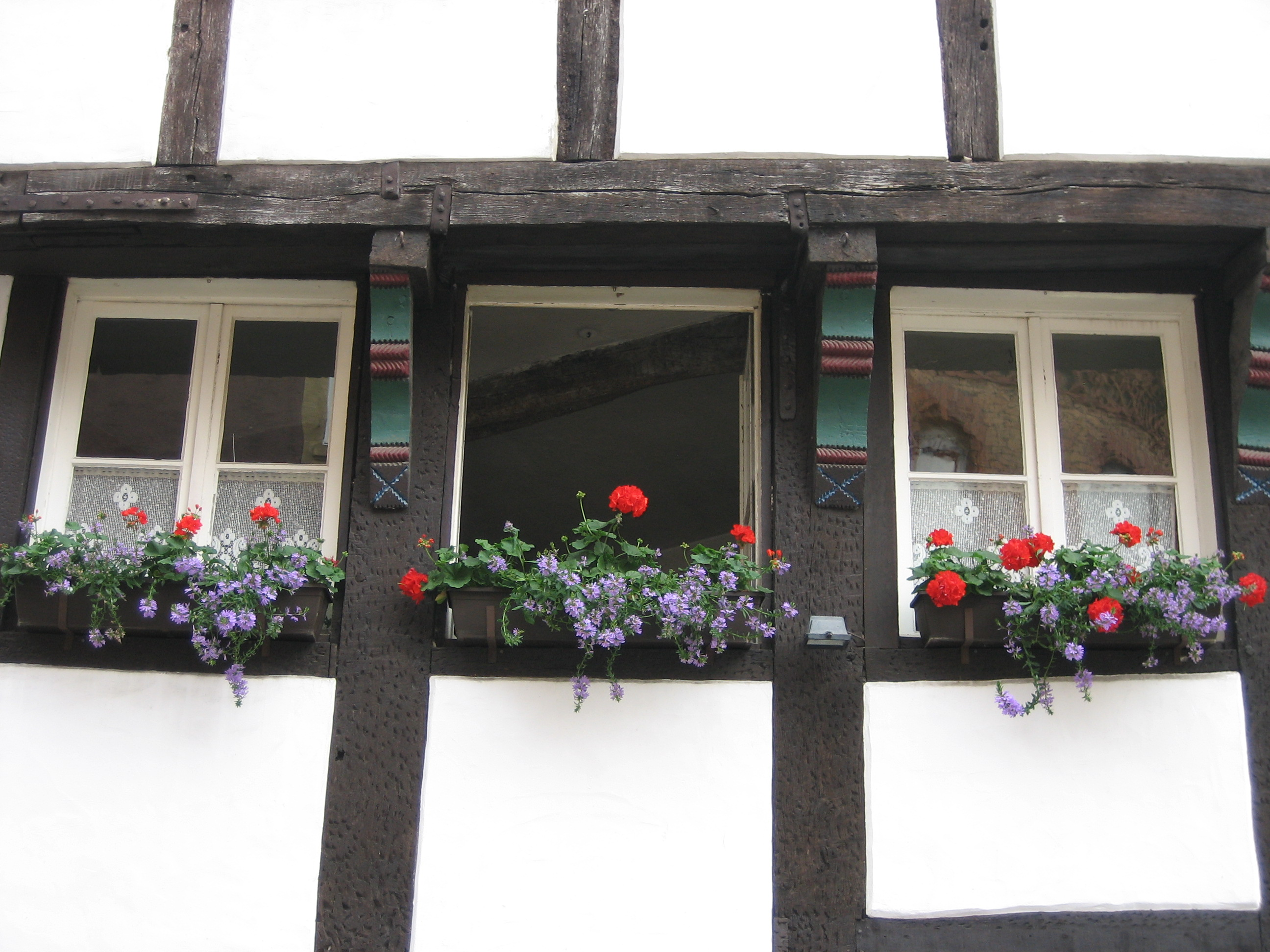
Dettaglio di una casa tipica
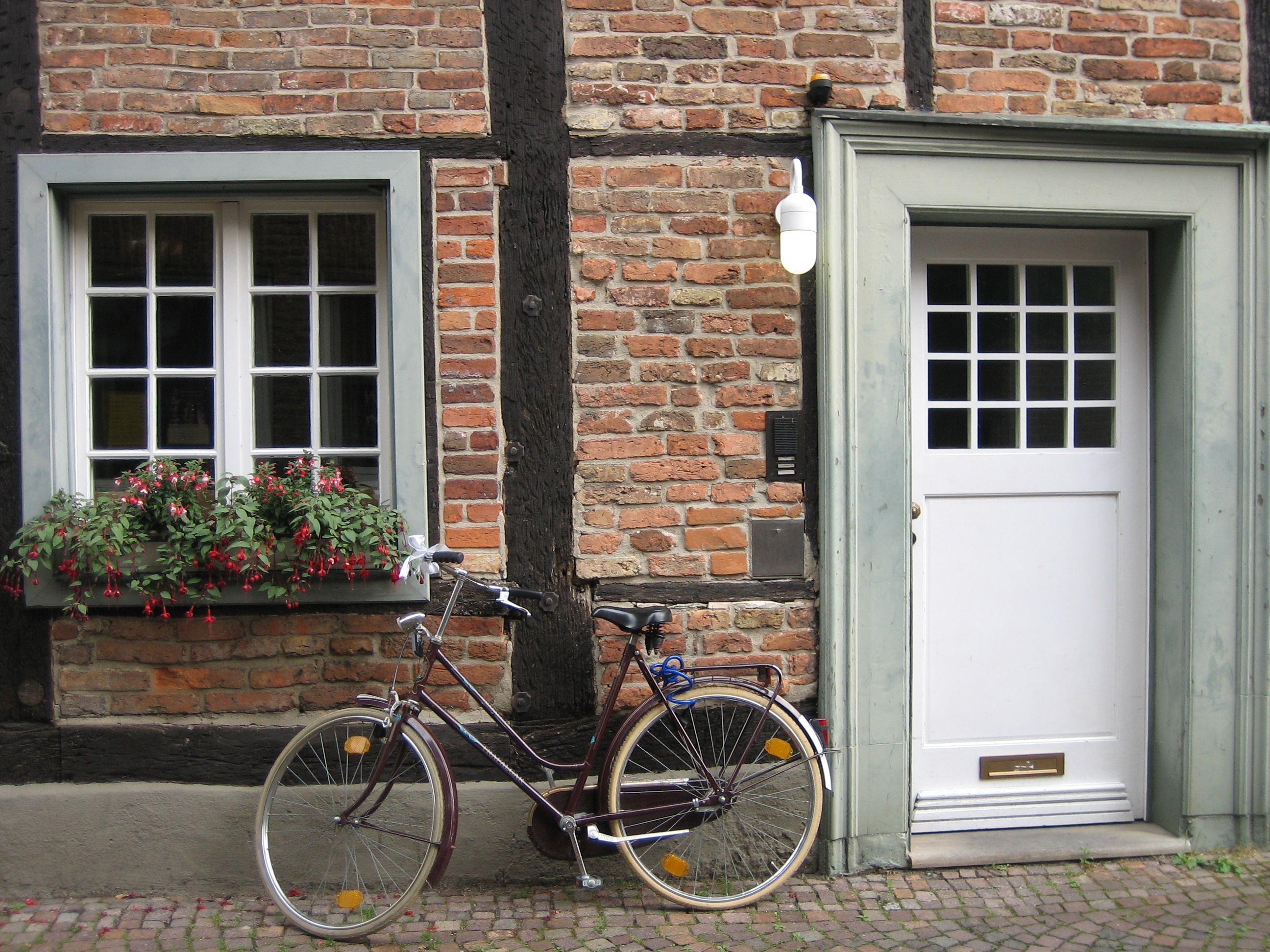
Una casa in Laurentiusstraße
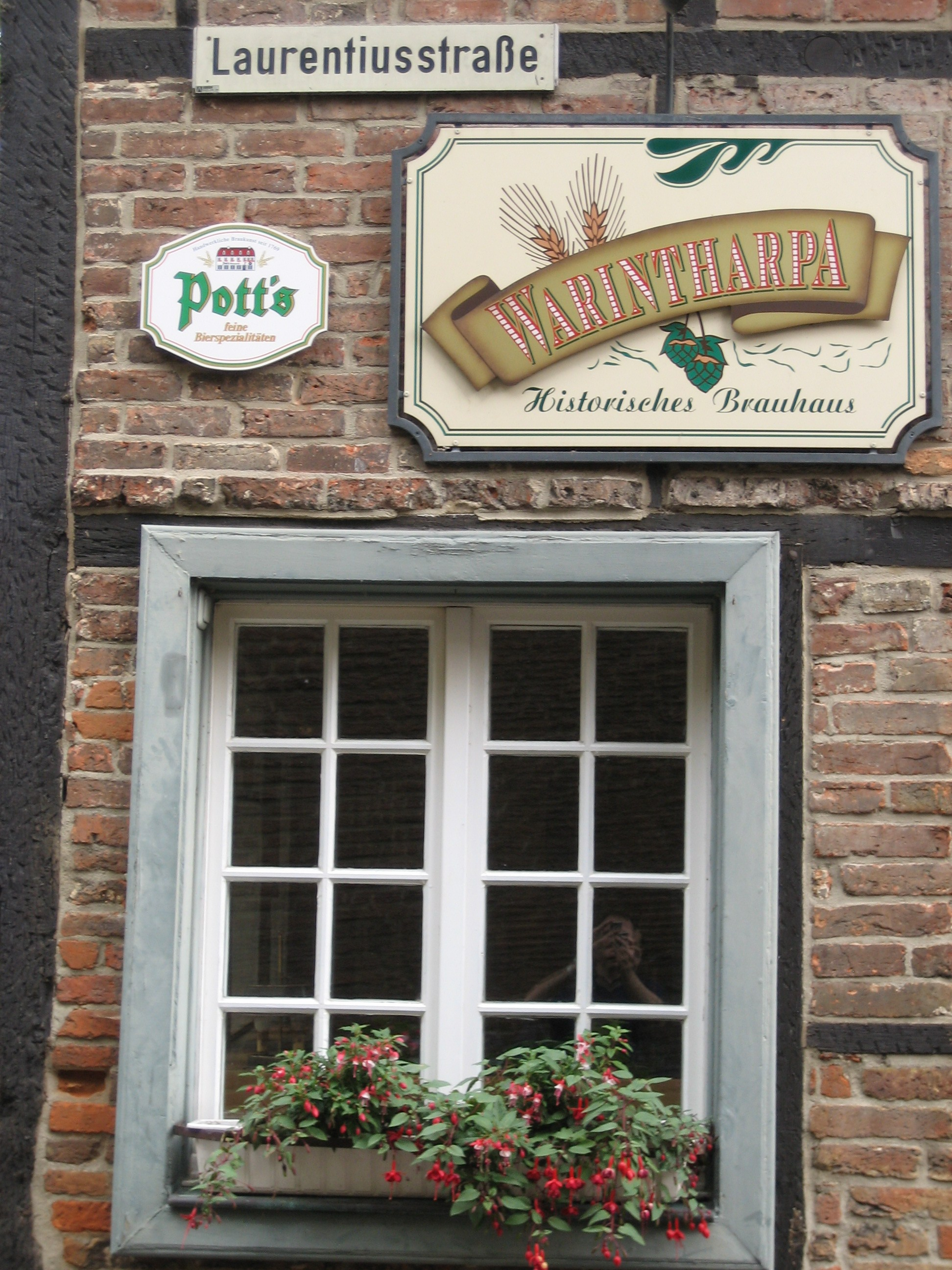
La birreria Warintharpa
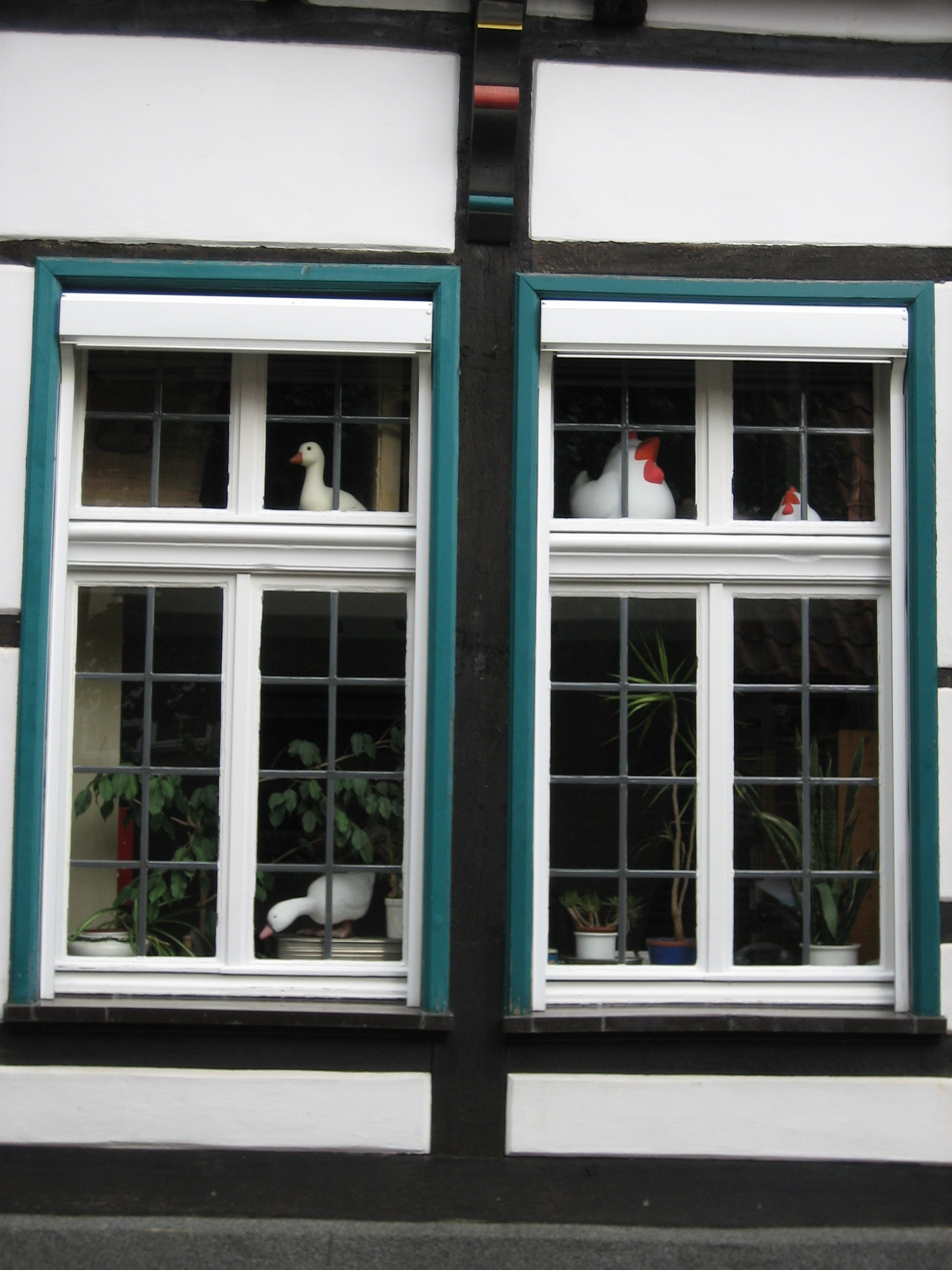
Una finestra di Laurentiusstraße